# Tupanci
Tupanci (Servisch cyrillisch Тупанци) is een plaats in de Servische gemeente Valjevo. De plaats telt 158 inwoners (2002).

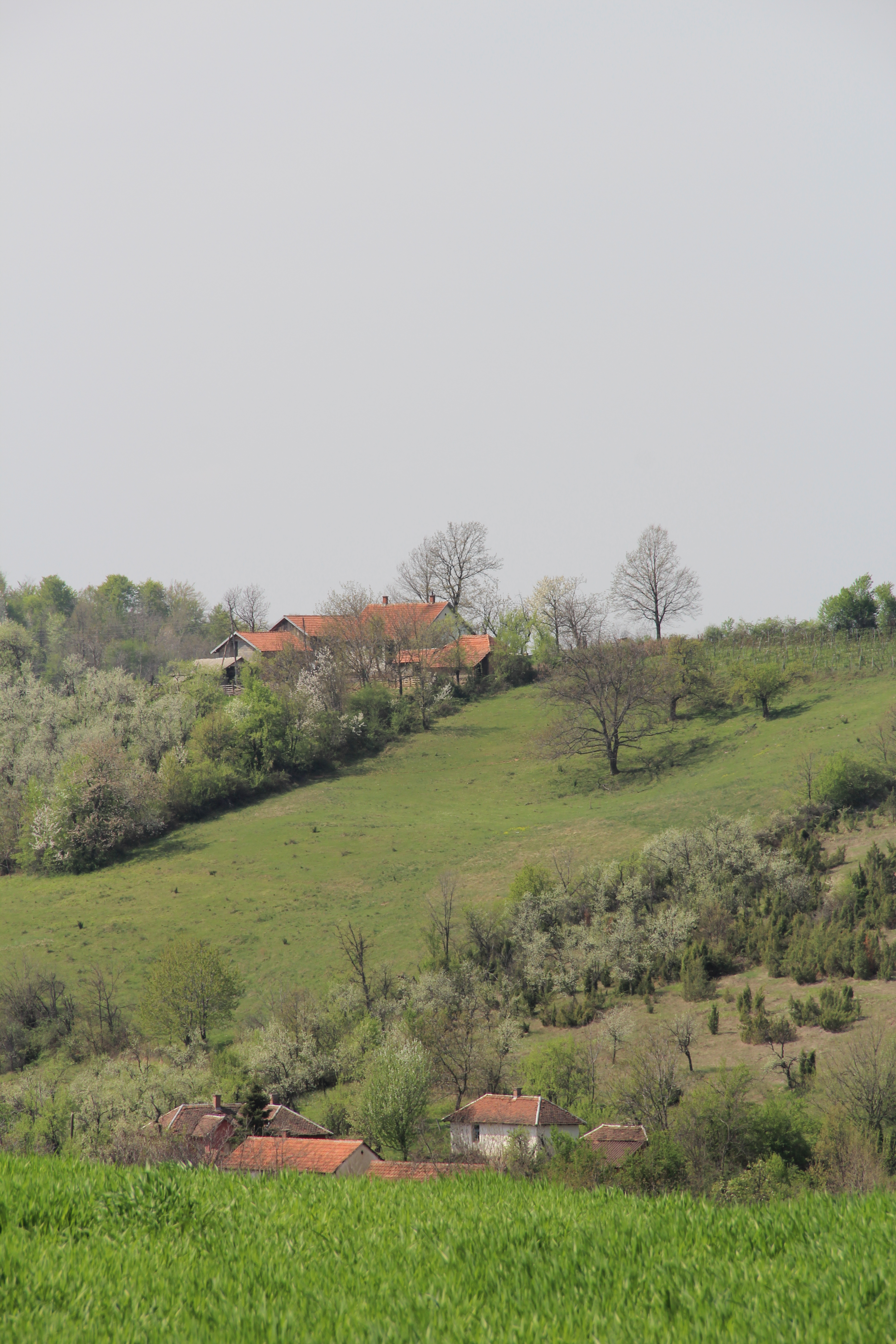
Tupanci - panoarama
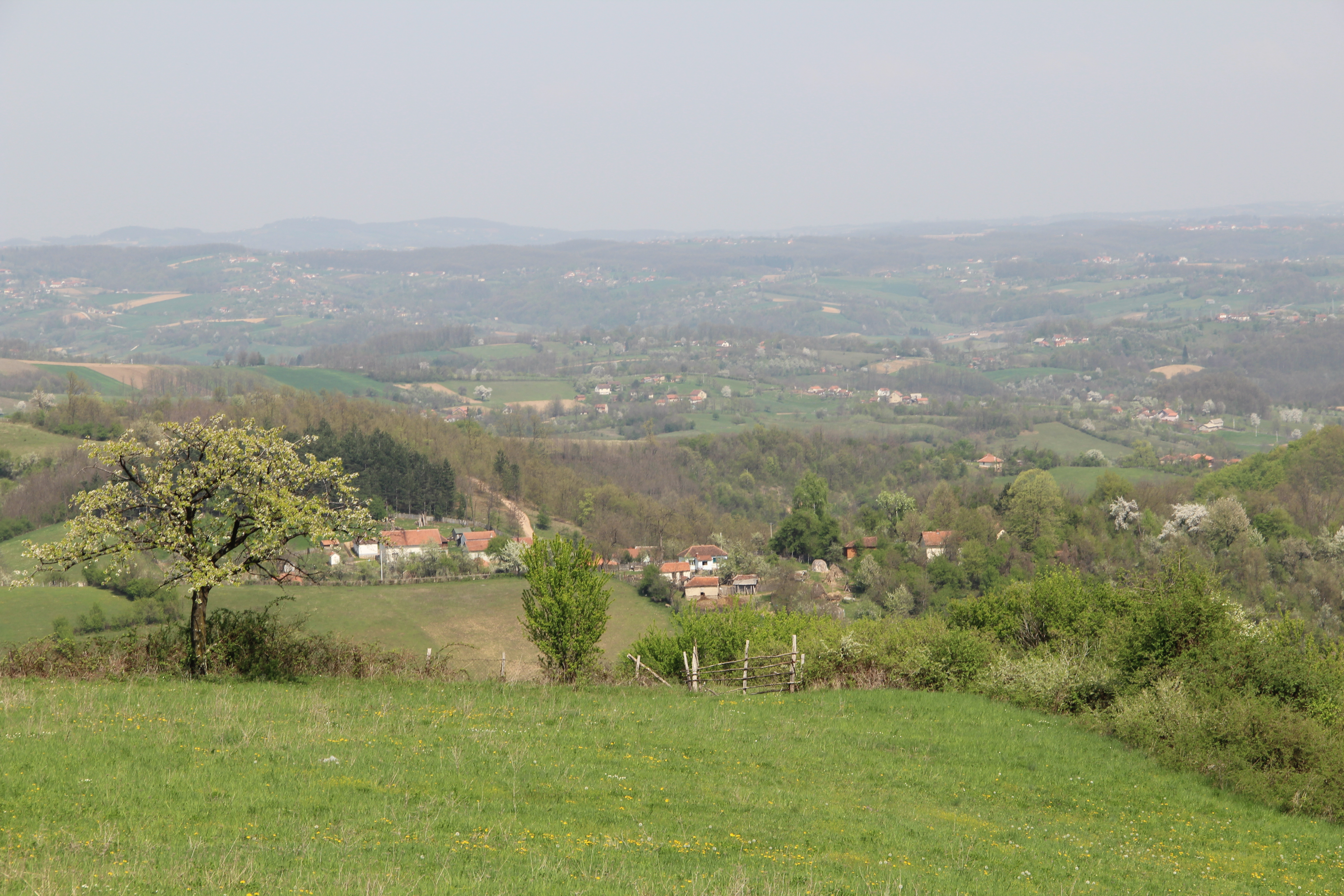
Tupanci - panoarama
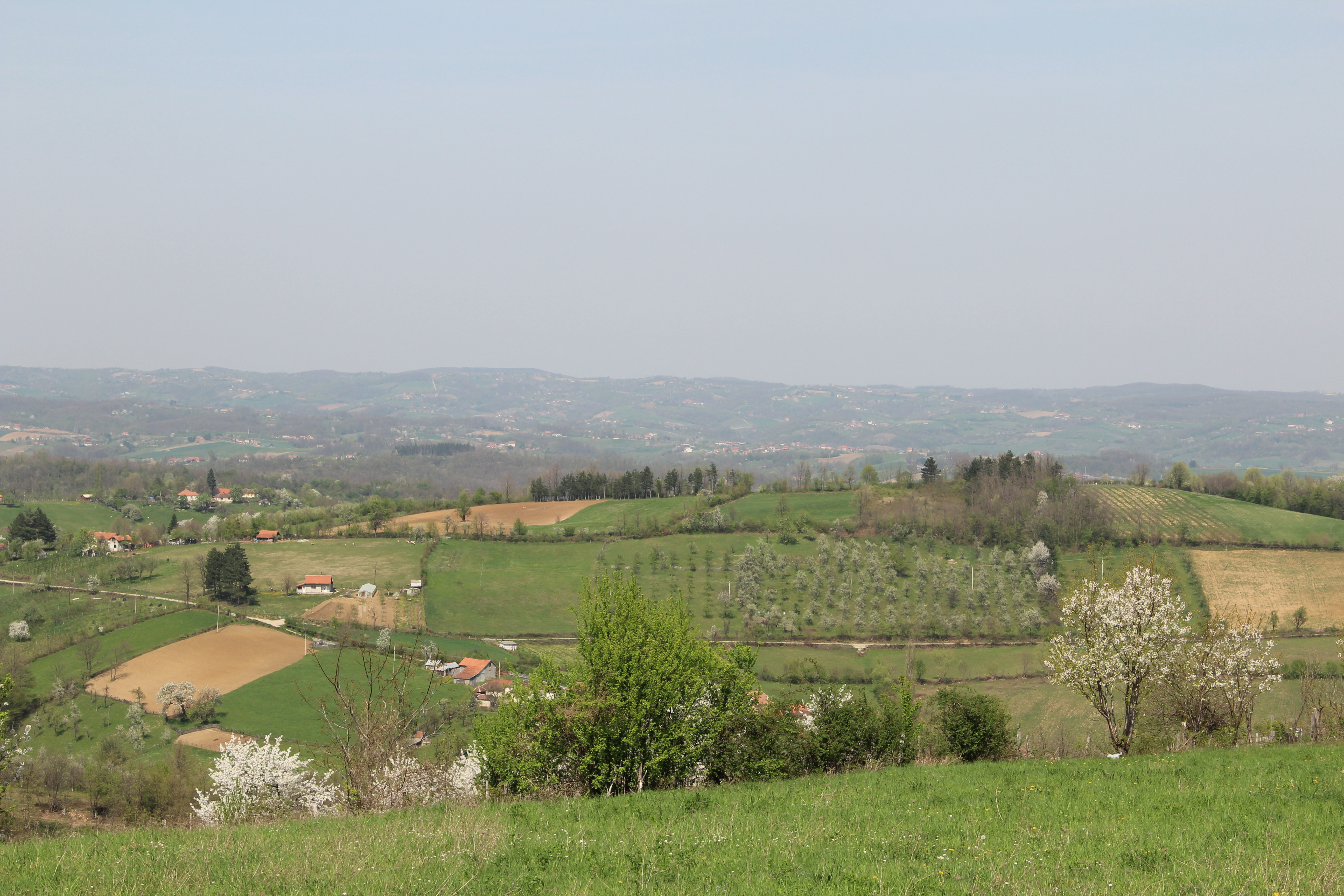
Tupanci - panoarama
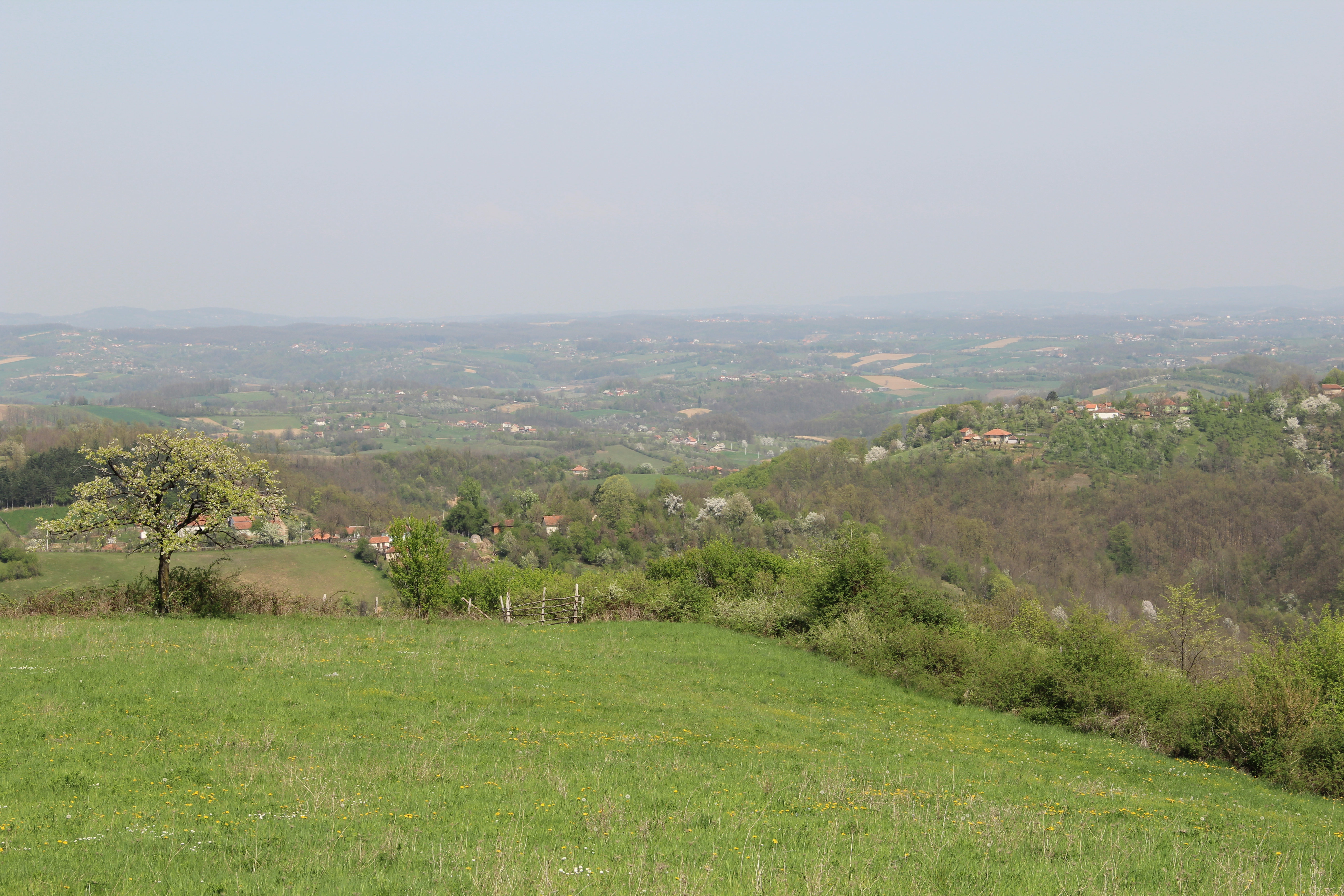
Tupanci - panoarama
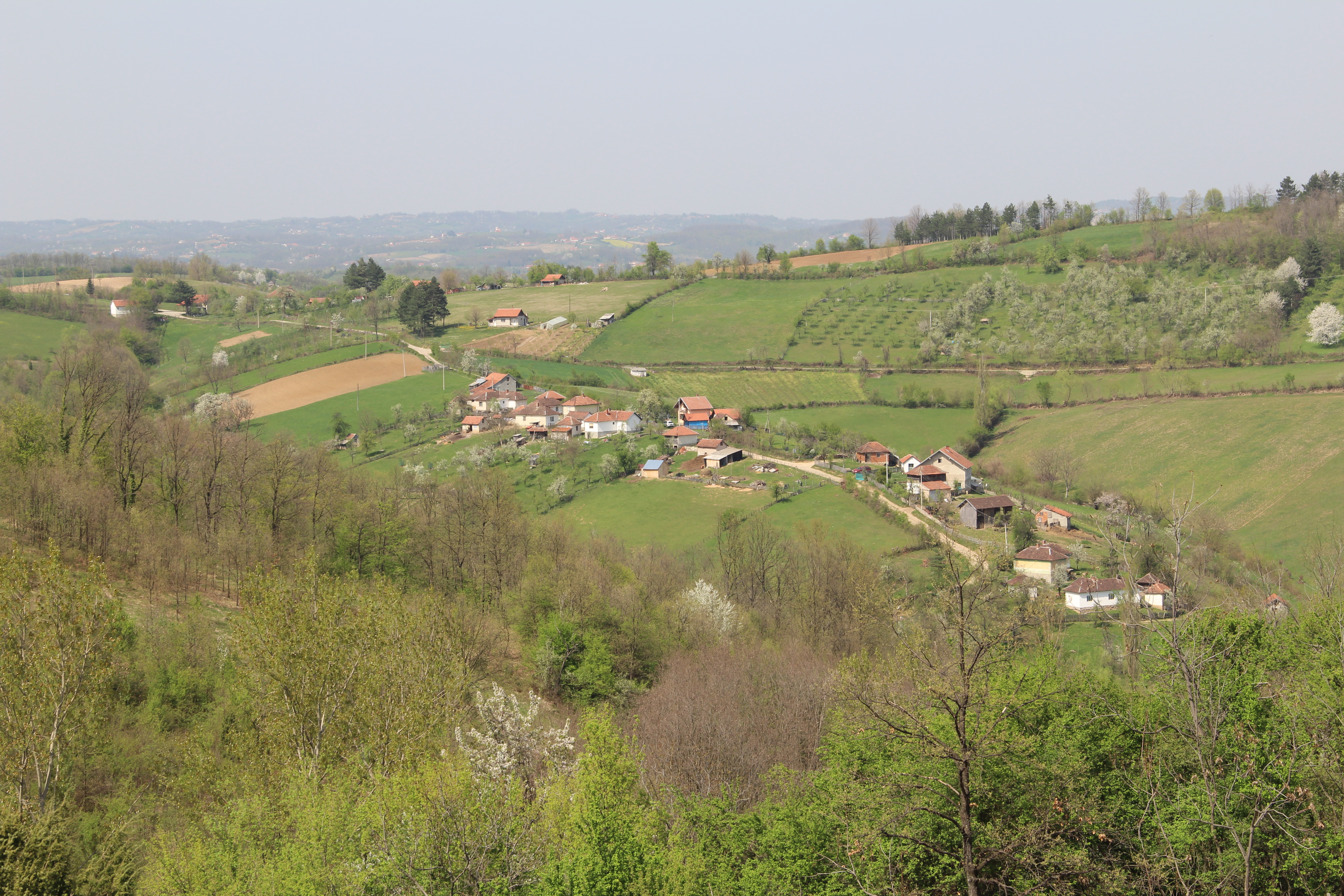
Tupanci - panoarama
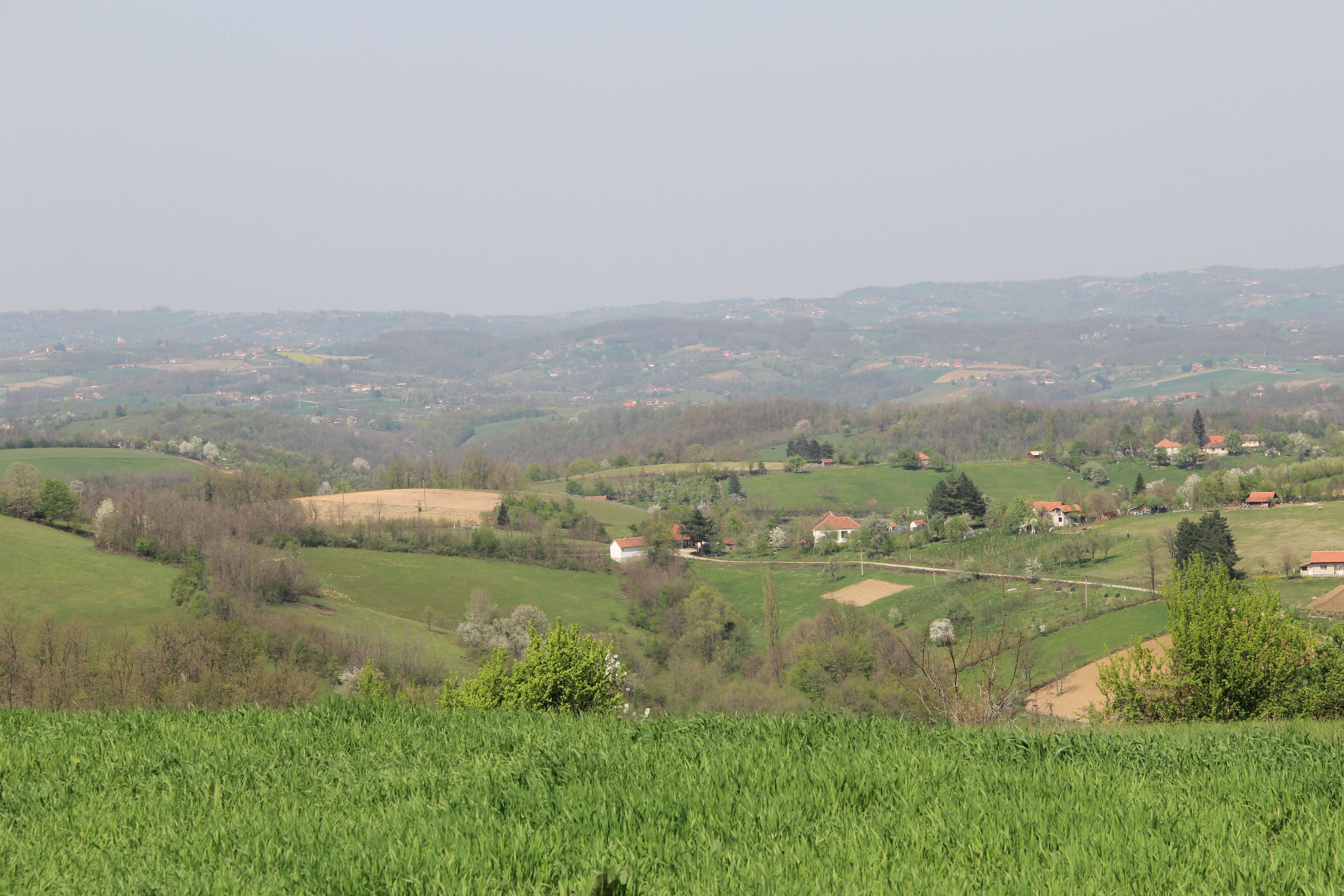
Tupanci - panoarama
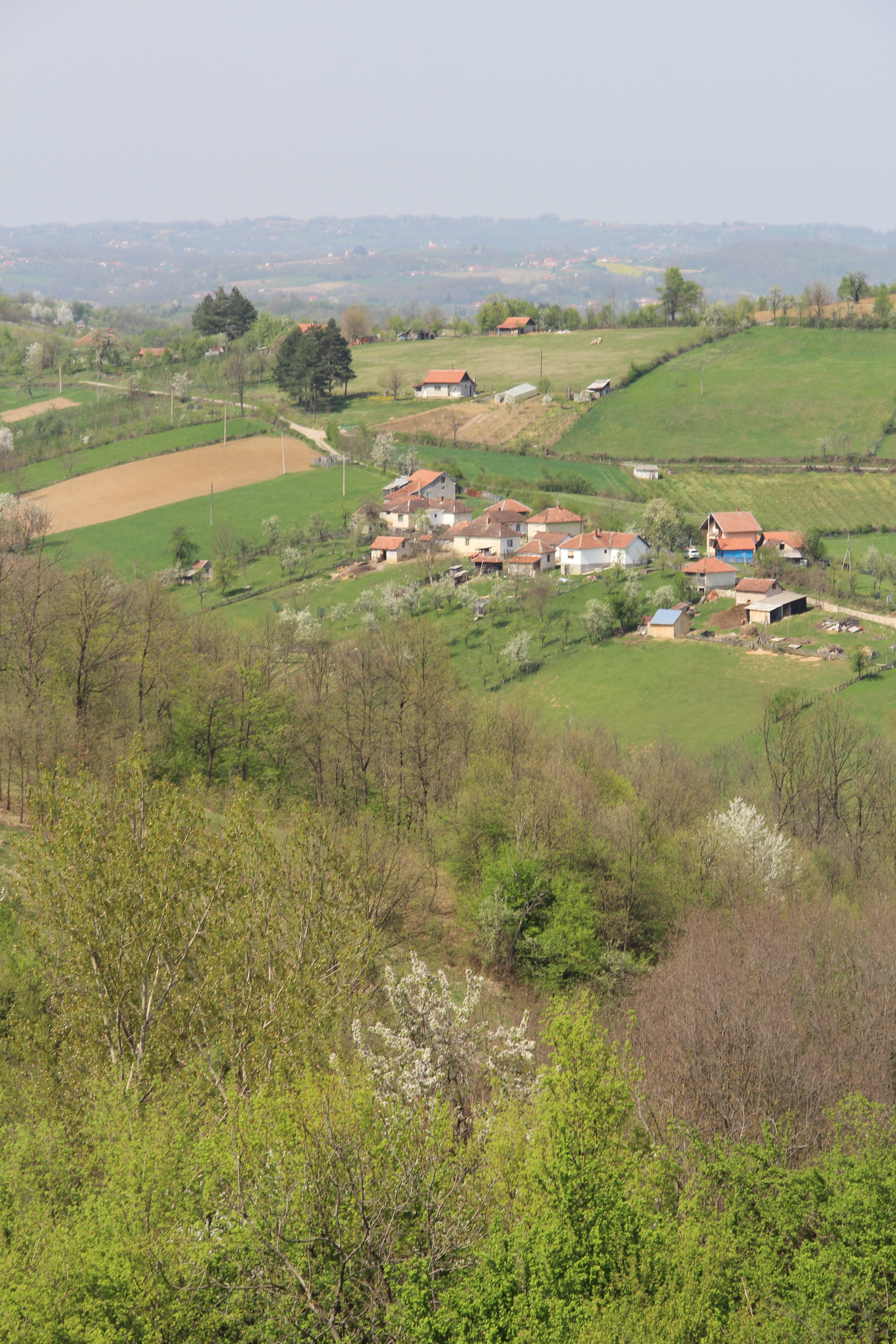
Tupanci - panoarama